# U.S. Men's Clay Court Championships 2009
Lo U.S. Men's Clay Court Championships 2009 è stato un torneo di tennis giocato sulla terra rossa nella categoria ATP World Tour 250 series nell'ambito dell'ATP World Tour 2009. È stata la 99ª edizione dell'U.S. Men's Clay Court Championships. Si è giocato al River Oaks Country Club di Houston in Texas dal 6 al 12 aprile 2009.

## Campioni

### Singolare
Lleyton Hewitt ha battuto in finale  Wayne Odesnik con il punteggio di 6–2, 7–5

### Doppi
Bob Bryan /  Mike Bryan hanno battuto in finale  Jesse Levine /  Ryan Sweeting con il punteggio di 6–1, 6–2